# József Samassa
Jozef Samasa (Hungarian Samassa József) (30º de setembro de 1828, Aranyosmarót, Reino da Hungria, atual Zlaté Moravce, Eslováquia - 20 de agosto de 1912, Eger) foi arcebispo de Eger e cardeal da Igreja Católica.

## Vida
József Samassa estudou no Seminário de Presbourg, no Pazmaneum College, Viena, e na Universidade de Viena, onde obteve o doutorado em teologia em 13 de junho de 1862. Recebeu as insígnias do caráter clerical e as ordens menores em 1846; o subdiaconato em 20 de julho de 1852; e o diaconato em 22 de julho de 1852.
Ordenado em 23 de julho de 1852, Esztergom. Membro do corpo docente do ginásio arquiepiscopal de Tyrnau, 1852-1855. Prefeito de estudos do Seminário Central de Pest, 1855-1859. Professor de teologia, Seminário de Esztergom, 1859-1861. Professor público ordinário de estudos bíblicos do Novo Testamento, Universidade de Pest, 1861-1867. Membro do parlamento húngaro; conselheiro do Ministério do Culto e Educação Pública; e abade de Santa Helena de Földovár, 1869. Cônego da catedral metropolitana de Esztergom, 1870-1871. Pertenceu ao Partido Deák. Foi nomeado para a sé de Szepes pelo Imperador Francisco José I da Áustria-Hungria em 1º de fevereiro de 1871.
Confirmado bispo de Szepes (Spis) pelo Papa Pio IX em 26 de junho de 1871. Consagrado em 30 de julho de 1871, em Esztergom, por János Simor, arcebispo de Esztergom, assistido por János Zalka, bispo de Györ, e por József Szabó, bispo auxiliar de Esztergom. Seu lema episcopal era Fructus honoris onus.
Samassa foi nomeado pelo Imperador Francisco José I para a sé metropolitana de Eger em 18 de junho de 1873. Confirmado pelo papa para a sé metropolitana de Eger em 25 de julho de 1873; no mesmo dia, ele recebeu o pálio. Assistente no Trono Pontifício, 30 de julho de 1886. Condecorado com a grã-cruz da Ordem Austríaca de Santo Estevão, 1892.
Criado cardeal-presbítero no consistório de 11 de dezembro de 1905; o papa lhe enviou o barrete vermelho com um breve apostólico no mesmo dia; recebeu o chapéu vermelho e o título de S. Marco, em 6 de dezembro de 1906, in forma privata, na capela papal. Tendo contraído pneumonia em maio de 1912 enquanto estava em Budapeste, sua saúde se deteriorou rapidamente, eventualmente sucumbindo ao ataque. Sentindo que sua morte se aproximava, em 19 de agosto de 1912, ele convocou o clero da cidade para sua cabeceira e se dirigiu a eles. Sucessivamente, o arcebispo confessou, recebeu a comunhão, despediu-se de todos e no dia seguinte morreu.

O Cardeal Samassa morreu em 20 de agosto de 1912, à 1h da madrugada, em Eger, e enterrado na catedral metropolitana.

## Ligações Externas
- «ThDr. Jozef Samassa» (em eslovaco). ZITAVA.SK
- «Samassa, Jozsef (1828-1912), Erzbischof» (em alemão). Österreichisches Biographisches Lexikon